# Lahr
För andra betydelser, se Lahr (olika betydelser).
Lahr/Schwarzwald är en stad i västra Baden-Württemberg i Tyskland, cirka 50 km norr om Freiburg im Breisgau, 40 km sydost om Strasbourg, och 95 km sydväst om Karlsruhe. Det är den näst största staden i Ortenaukreis efter Offenburg, och fungerar som ett ekonomiskt centrum för bland annat Ettenheim, Friesenheim och Kappel-Grafenhausen.
Befolkningen i Lahr passerade 20 000 i mitten av 1950-talet. När det nya organet för Baden-Württemberg trädde i kraft den 1 april 1956 blev staden omedelbart tilldelad statusen Große Kreisstadt.
Stadenen ingår i kommunalförbundet Lahr/Schwarzwald tillsammans med kommunen Kippenheim.

## Vänorter
Lahr har följande vänorter:
- Alajuela, Costa Rica
- Belleville, Ontario, Kanada
- Dole, Frankrike, sedan 1962